# OÖ Ladies Cup
Der Cupbewerb trägt den Namen OÖ Ladies Cup und ist ein Qualifikationsbewerb für den ÖFB-Ladies-Cup. In der Saison 2018/19 konnte die zweite Mannschaft des Union Kleinmünchen den Titel gewinnen.

## Geschichte des OÖ Ladies Cup
| Saison                    | Pokal-Sieger                                      | Finalist                                          | Resultat                                          |
| OÖ Ladies Cup             | OÖ Ladies Cup                                     | OÖ Ladies Cup                                     | OÖ Ladies Cup                                     |
| ------------------------- | ------------------------------------------------- | ------------------------------------------------- | ------------------------------------------------- |
| 2007/08                   | ASKÖ Dionysen/Traun                               | Union Geretsberg                                  | 1:1, 1:1, 4:2 n. E.                               |
| 2008/09                   | LASK Ladies/Zöhrdorf                              | SV Garsten                                        | 5:2 (3:1)                                         |
| 2009/10                   | Union Kleinmünchen                                | ASKÖ Doppl-Hart 74                                | 11:1 (5:0)                                        |
| 2010/11                   | FC Wels                                           | ASKÖ Dionysen/Traun                               | 0:0 (0:0), 0:0 n. V., 4:2 n. E.                   |
| 2011/12                   | SV Garsten                                        | ASKÖ Dionysen/Traun                               | 2:1 (0:0)                                         |
| 2012/13                   | ASKÖ Dionysen/Traun                               | SV Garsten                                        | 5:2 (3:1)                                         |
| 2013/14                   | ASKÖ Dionysen/Traun                               | SV Garsten                                        | 3:2 (1:1)                                         |
| 2014/15                   | Union Geretsberg                                  | SV Taufkirchen/Pram                               | 4:0 (4:0)                                         |
| 2015/16                   | SV Garsten                                        | Sportunion Wolfern                                | 2:0 (1:0)                                         |
| 2016/17                   | Union Kleinmünchen II                             | ATSV Stadl-Paura                                  | 2:0 (1:0)                                         |
| 2017/18                   | Union Geretsberg                                  | Union Kleinmünchen II                             | 5:2 n. V. (2:2, 2:1)                              |
| 2018/19                   | Union Kleinmünchen II                             | SPG Wolfern/Garsten                               | 3:1 (2:0)                                         |
| 2019/20                   | wegen COVID-19-Pandemie in Österreich abgebrochen | wegen COVID-19-Pandemie in Österreich abgebrochen | wegen COVID-19-Pandemie in Österreich abgebrochen |
| 2020/21                   | nicht ausgetragen                                 | nicht ausgetragen                                 | nicht ausgetragen                                 |
| 2021/22                   | Linzer ASK                                        | Union Nebelberg                                   | 3:0 (1:0)                                         |
| 2022/23                   | Linzer ASK                                        | Union Dorf a. d. Pram                             | 7:1 (5:1)                                         |
| ZAUNERGROUP OÖ Ladies Cup |                                                   |                                                   |                                                   |
| 2023/24                   | Linzer ASK II                                     | SPV Kematen-Piberbach/Rohr-Neuhofen               | 4:0 (3:0)                                         |
| 2024/25                   | SPG Wallern/Krenglbach                            | TSV Ottensheim                                    | 1:1 (0:1), 4:1 i. E.                              |

Als zweiter Landesverband beschloss der StFV einen Frauenfußballcup durchzuführen. 2007 startet der neue Bewerb und der ASKÖ Dionysen/Traun nannte sich erster steirischer Frauenpokalsieger, der diesen Titel bis heute dreimal holen konnte. Weitere Cupgewinner sind SV Garsten und Union Geretsberg, die zweimal erfolgreich waren, Linzer ASK Ladies zusammen mit dem ASKÖ Linz Zöhrdorf, Union Kleinmünchen, FC Wels, SV Garsten und Union Geretsberg konnten einmal den Sieg holen.

## Bezeichnung (Sponsor)
Der Cup wird seit 2007 mit einem Sponsor im Namenszug ausgetragen. Davor wurde der Pokalbewerb einfach OÖ Ladies Cup, genannt. Folgende Sponsoren beziehungsweise Namensänderungen hat der OÖ Ladies-Cup in seiner Namensgebung gehabt
- OÖ Ladies Cup: 2007/08–2022/23
- Zaunergroup Ladies Cup: seit 2023/24 (Namensgeber: Zaunergroup Holding GmbH)

## Spielmodus, Teilnehmer und Auslosung
Der OÖFV Frauen Cup wird im K.-o.-System ausgetragen. Alle Runden werden in einem Spiel entschieden, bis zum Achtelfinale hat jener Verein Heimrecht, der in der unteren Liga spielt. Sollten beide Vereine in einer Liga spielen, hat der erstgenannte Verein bei der Auslosung Heimrecht. Ab dem Achtelfinale wird das Heimrecht gelost. Beim Finale gilt der Sieger des erstgezogenen Halbfinalspieles als Heimmannschaft, der Sieger des zweitgezogenen Halbfinalspiels als Auswärtsmannschaft. Steht es nach 90 Minuten unentschieden, wird eine Verlängerung von zwei mal 15 Minuten gespielt. Sollte dann noch immer kein Sieger feststehen, wird dieser im Elfmeterschießen ermittelt.
- 1. Runde: Vorrunde (Vereine aus Landesliga, Klasse Nord/Ost & Klasse Süd/West)
- 2. Runde: Hauptrunde (Vereine 2. Frauenliga Mitte/West und OÖ Frauenliga steigen ein)
- 3. Runde: Achtelfinale: 16 Teilnehmer
- 4. Runde: Viertelfinale: 8 Teilnehmer
- 5. Runde: Halbfinale: 4 Teilnehmer
- 6. Runde: Finale: 2 Teilnehmer

## Die Titelträger
4 Pokalsiege
Linzer ASK (2009 (als Linzer ASK Ladies/Zöhrdorf), 2022, 2023)
  inkl. Linzer ASK II (2024)
3 Pokalsiege
Union Kleinmünchen (2010)
  inkl. Union Kleinmünchen II (2017, 2019)
ASKÖ Dionysen/Traun (2008, 2013, 2014)
2 Pokalsiege
Union Geretsberg (2015, 2018)
SV Garsten (2012, 2016)
1 Pokalsieg
SPG Wallern/Krenglbach (2025)
FC Wels (2011)